# Фредесдорф

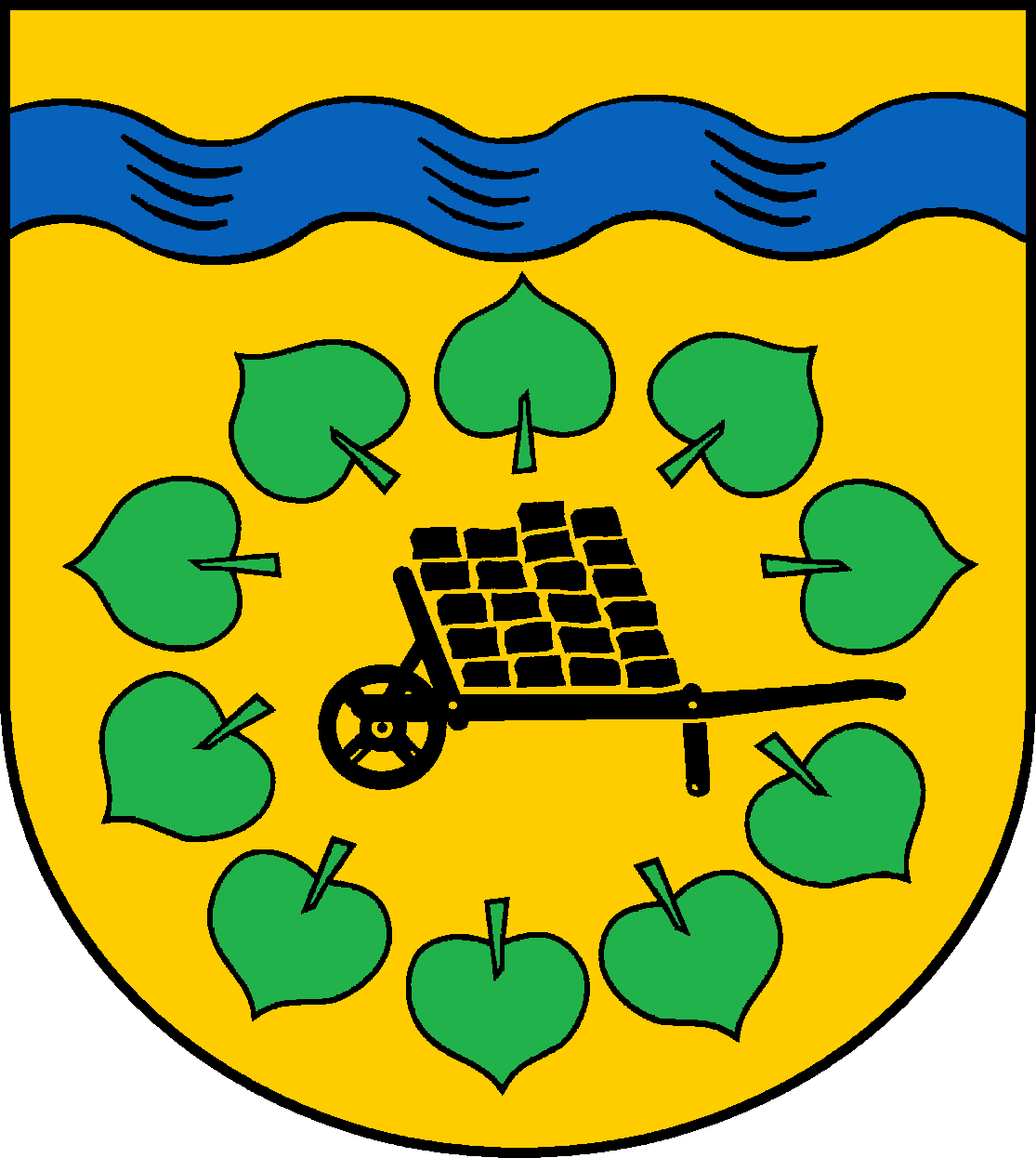

Фредесдорф (нем. Fredesdorf) — коммуна в Германии, в земле Шлезвиг-Гольштейн. 
Входит в состав района Зегеберг. Подчиняется управлению Лецен.  Население составляет 385 человек (на 31 декабря 2010 года). Занимает площадь 5,89 км².